# Bellardiella crassilabris
Bellardiella crassilabris is een slakkensoort uit de familie van de Pupinidae. De wetenschappelijke naam van de soort werd voor het eerst geldig gepubliceerd in 1899 door Möllendorff.